# Instituto Saturnino Unzué
El Instituto e iglesia Saturnino Unzué es un edificio ubicado en la ciudad argentina de Mar del Plata, que originalmente funcionaba como un asilo para huérfanos.
Fue declarado Monumento Histórico Nacional en 1997. Actualmente, depende de la Secretaria Nacional de Niñez, Adolescencia y Familia, bajo la órbita del Ministerio de Desarrollo Social de la Nación, que estableció el Espacio Unzué en el edificio. Además, funciona una iglesia en su interior.

## Historia

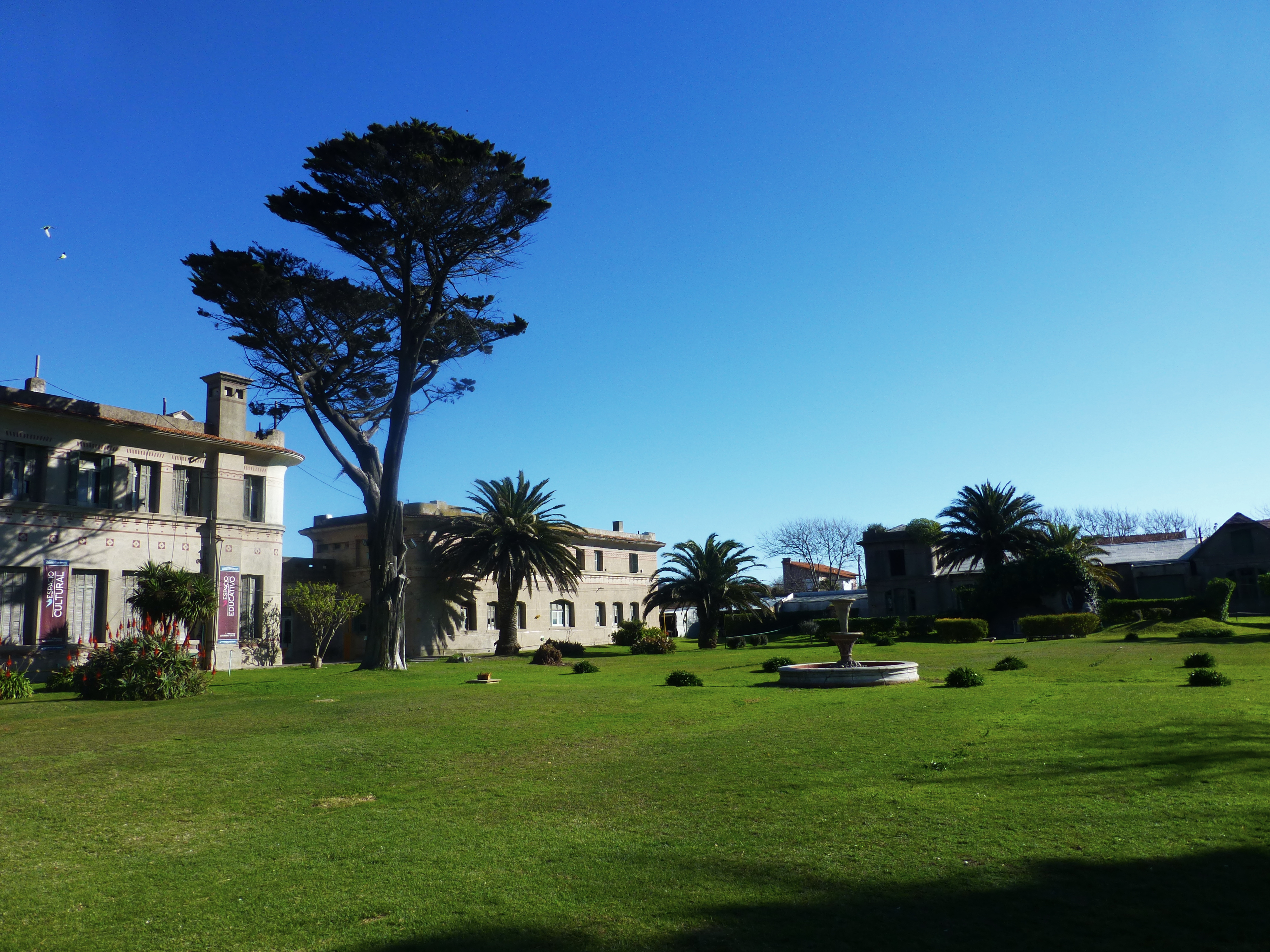
Jardines interiores del edificio.

En 1910, las hermanas Concepción Unzué de Casares y María de los Remedios Unzué de Alvear ordenaron la construcción del edificio, que estuvo a cargo del arquitecto francés Louis Faure-Dujarric. Su constructor fue Mauricio Cremonte. En 1911, las hermanas donaron al estado nacional el edificio, dedicado a la memoria del padre de ambas Saturnino Unzué. Entre 1913 y 1927 se le hicieron una serie de modificaciones y ampliaciones.
El 9 de marzo de 1989 se declaró al Oratorio como Monumento Histórico Nacional. En 1990 el asilo fue declarado de Interés Turístico por la Secretaría Nacional de Turismo y dos años después fue decretado Monumento Histórico Provincial. El 16 de mayo de 1997 la totalidad del edificio fue declarado Monumento Histórico Nacional.

## Diseño arquitectónico
El asilo presenta un esquema de planta en «H» que se desarrolla en dos niveles. Fue construido siguiendo el estilo neobizantino. Los interiores están revestidos en mármol de Abisinia, Carrara y Proconeso. En 1910, el púlpito ganó el primer premio internacional de diseño, otorgado en Sevilla.
El pantocrátor es una obra similar a la figura emplazada en la catedral de Santa Sofía, en Estambul. El Oratorio de la Inmaculada Concepción, ubicado dentro del edificio, fue inaugurado el 5 de marzo de 1912. Su cúpula, de unos 10 metros de diámetro, tiene forma piramidal y presenta tres arcos, una pequeña bóveda de cañón y remate de campanario con chapitel. Actualmente se encuentra en proceso general de reformas para restaurar la fachada y el ala Santa Cruz.

## Galería

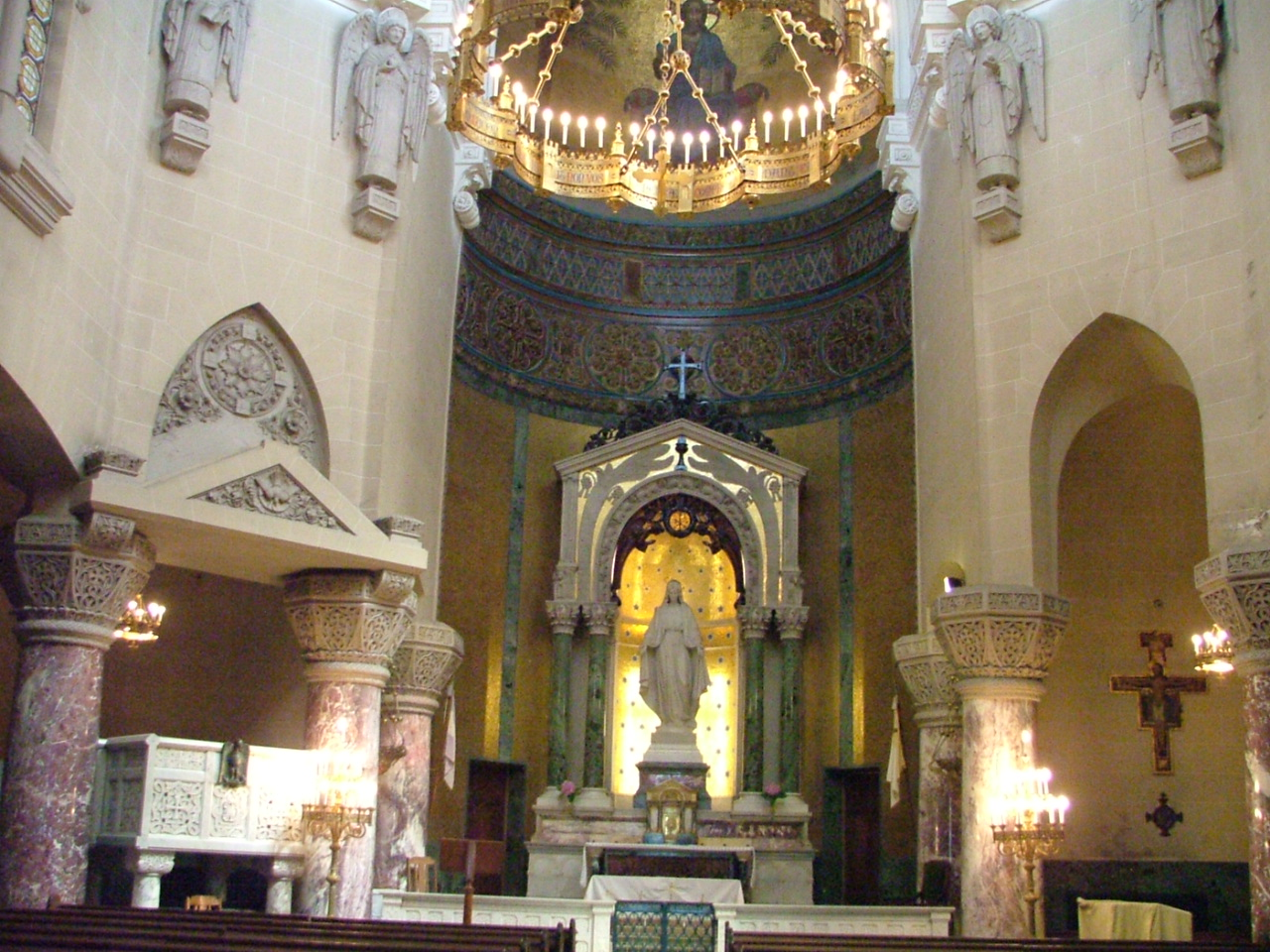
Interior del oratorio.
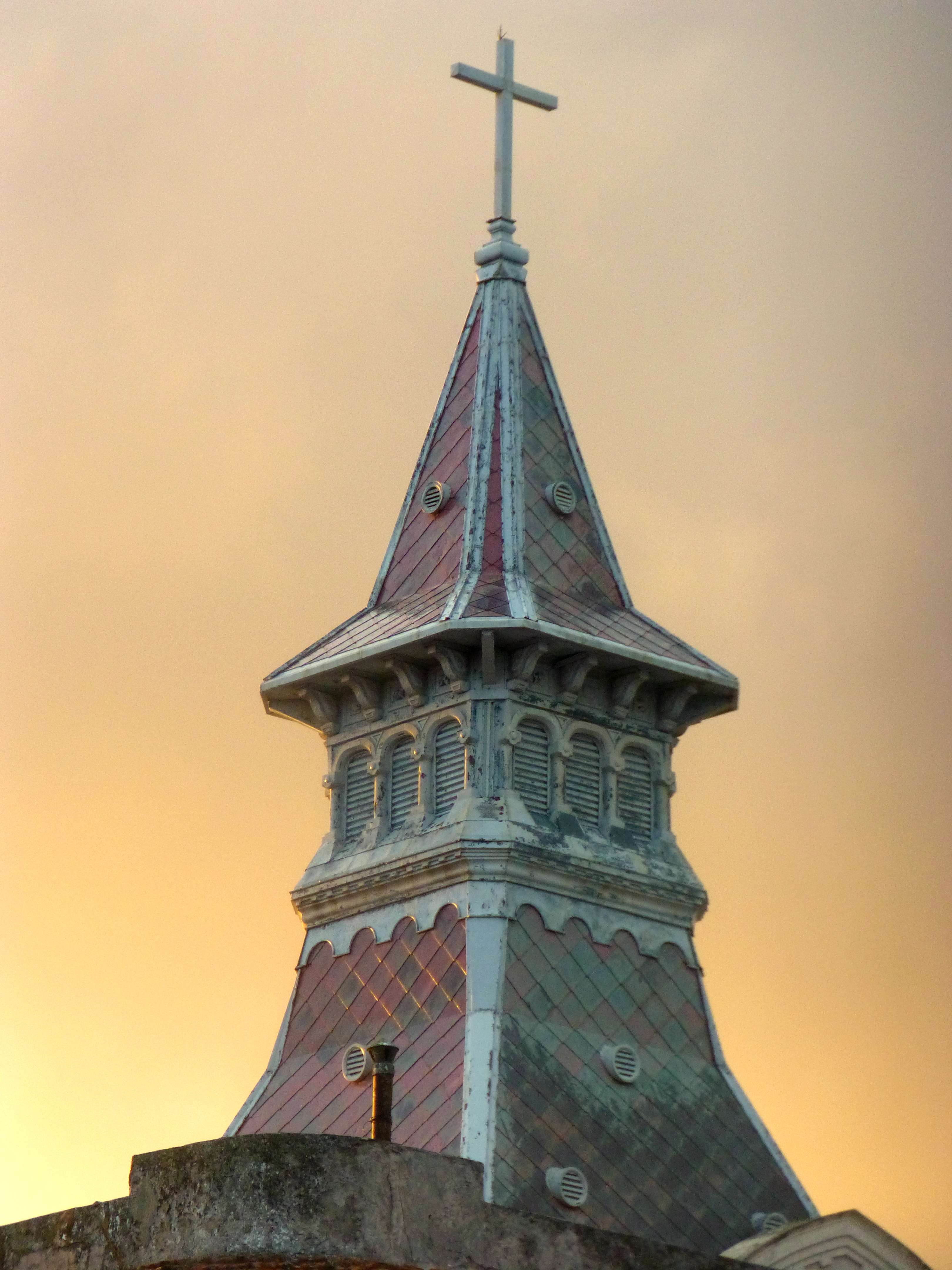
Detalle de la cúpula.
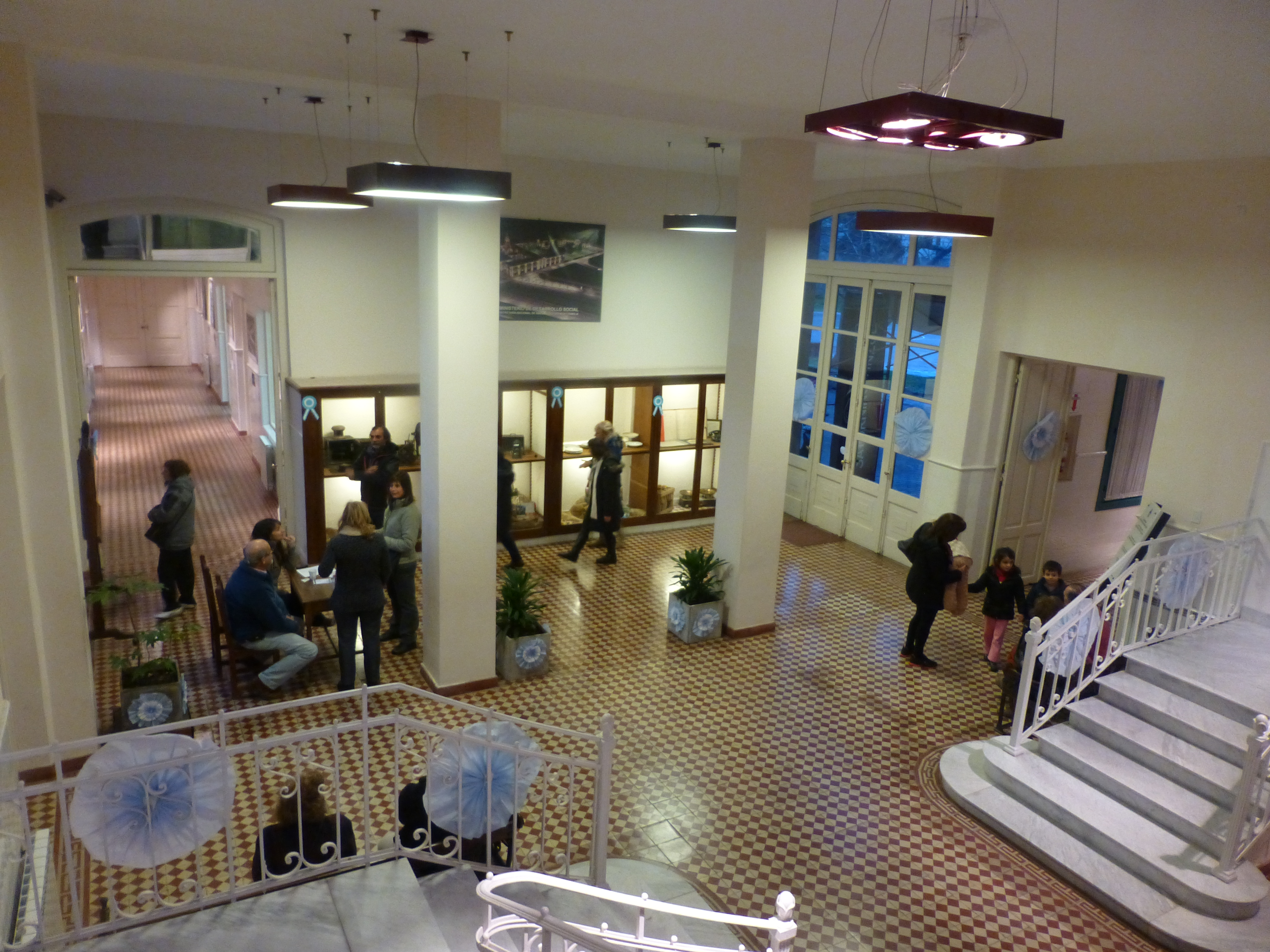
Espacio interior luego de la remodelación.
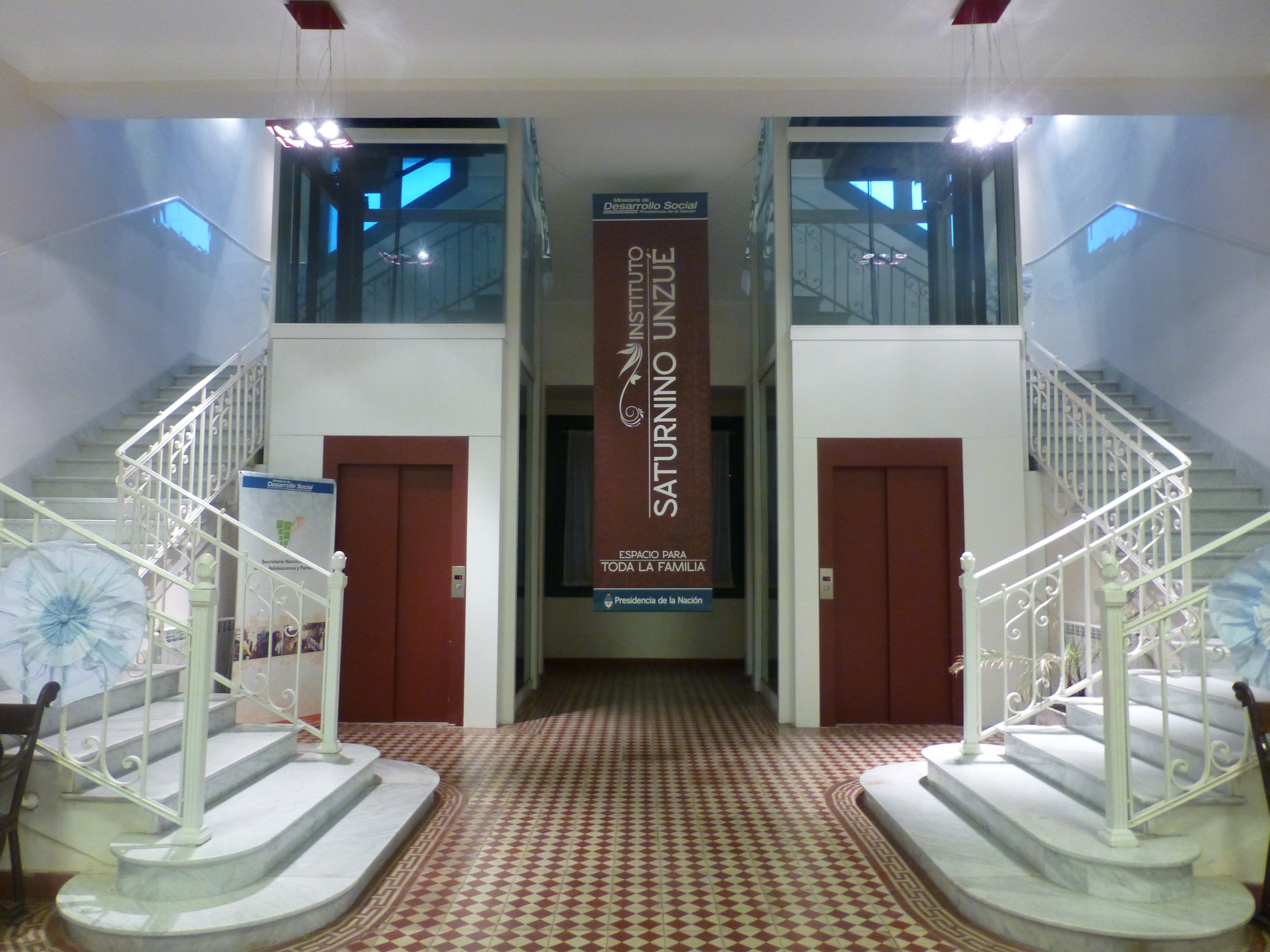
Sala principal.
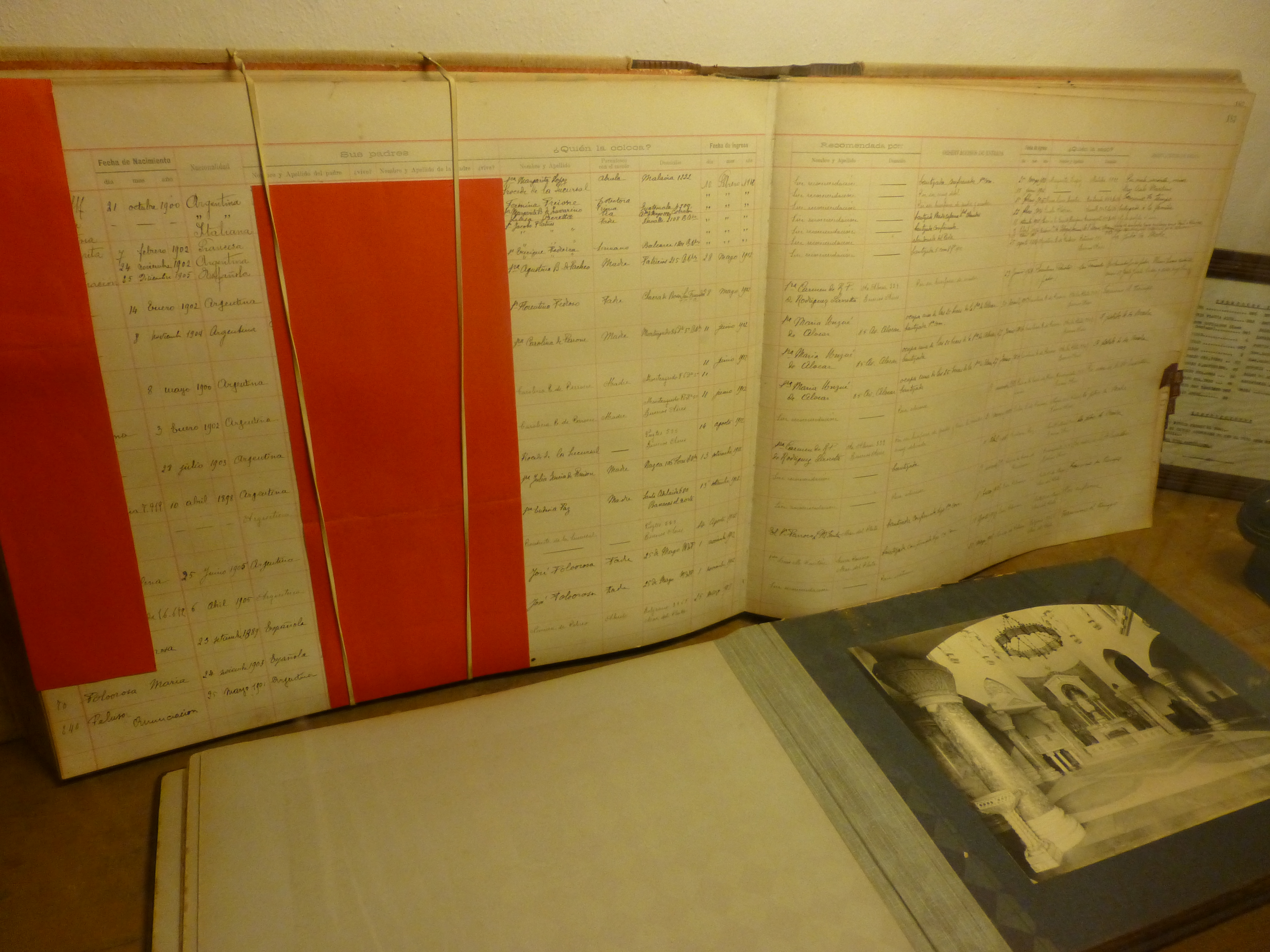
Exposición de actas y fotos.
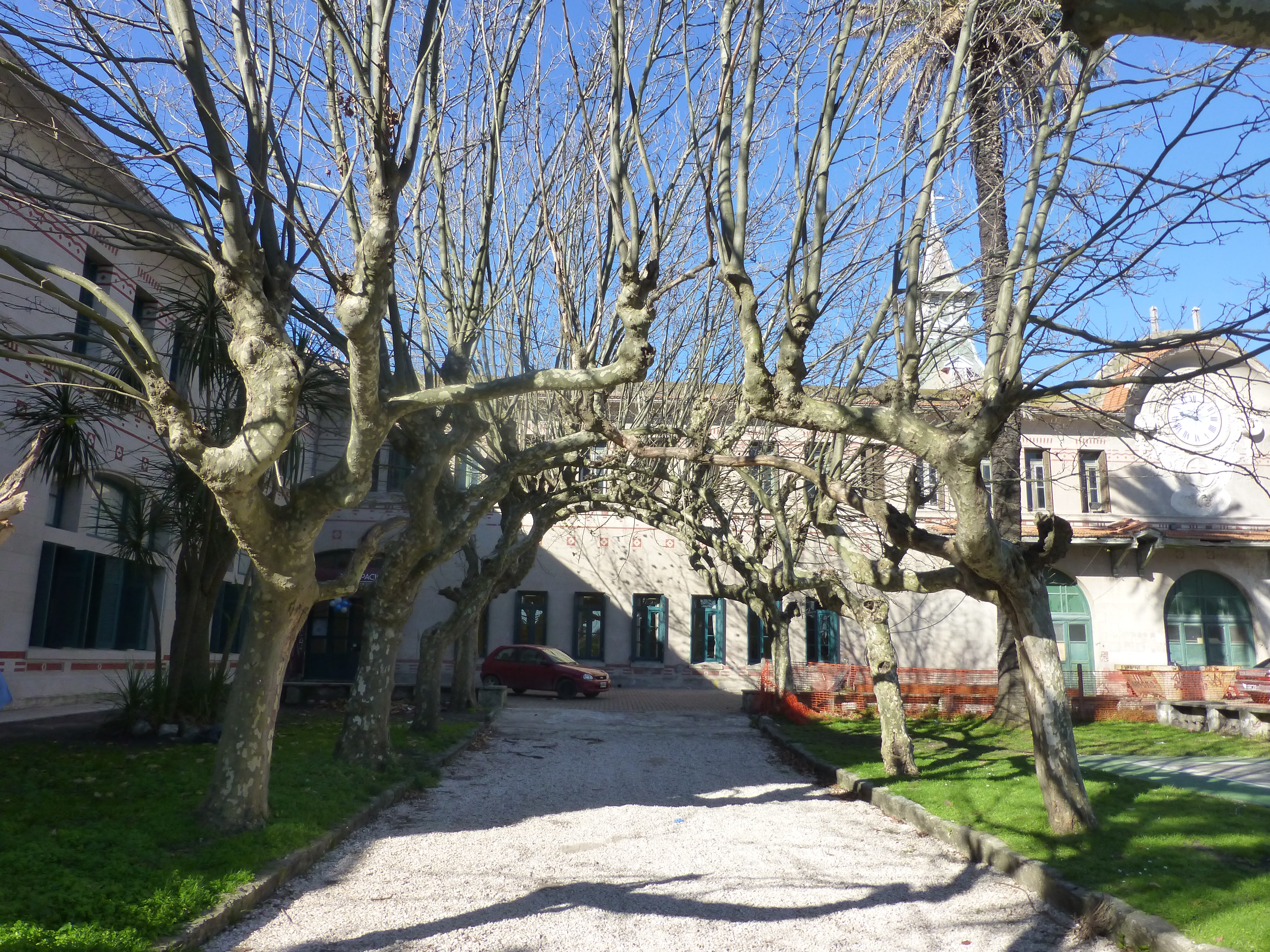
Parque interno.